# 遠鉄ストア
株式会社遠鉄ストア（えんてつストア）は、浜松市中央区に本社を置く遠鉄グループの企業。社名と同名で本社所在地である浜松市を含む静岡県西部地域を中心に東は菊川市から西は愛知県豊川市までのエリアにてスーパーマーケットチェーン店舗を展開している。

## 概要

### スローガン
スローガンは真心新鮮で、「二個のセイヨウナシのマークの「all is Fresh」(オールイズフレッシュ / 全て新鮮 allは小文字で始まる)や「OUR PRODUCTS BRING HEALTH TO YOUR LIFE」(私たちの製品はあなたの生活に健康を与える 全て大文字)という英語のキャッチフレーズも店外や店内に掲げている。これらはキャッチフレーズ扱いであるが、屋号扱いとして大きく掲示している店舗もある（湖西店など）。

### 商品
主に中堅層をターゲットとしている。地元産の野菜や、近隣漁港（舞阪漁港・御前崎港等）から水揚げされる魚介類、浜名湖の牡蛎やあさり、浜名湖もち豚など地産地消に取り組んでいる。浜松の銘菓なども取り扱っている。こだわり品も多くそろえ、他の地元に展開しているスーパーより高級品・品質にこだわりがあり、評価を得ている。

### その他
店舗改装も急ピッチで進んでおり、売上も上昇傾向にある。
関東大手私鉄系スーパーの商品企画・開発会社の八社会に途中加盟していたが2008年2月末をもって脱退し、CGCグループとなった。
曲名は不明だが「真心新鮮 遠鉄ストア」という歌詞のテーマソングがあり、店内で放送されている他、公式ウェブサイトでも聞くことができる。
いまや県内スーパーでも大手となっており、店舗が未進出だった当時から既に東三河地方にも新聞折込チラシが配布されていた。
また、質問回収boxを設置する等、積極的に外部の意見を取り入れる。社会活動として遠鉄ストア童話大賞を実施する他、チーム・マイナス6%に協賛し、社会活動や環境活動に取り組んでいる。
2011年（平成23年）6月1日付で中村屋鮮魚販売から店内の鮮魚販売事業を取得し、株式会社遠鉄ストア鮮魚とし、その後、2013年（平成25年）4月に吸収合併、直営化を行い、その販売強化を狙っている。

## 沿革
- 1973年（昭和48年）10月1日 - 会社設立[1]。
- 1993年（平成5年） - ロゴマーク変更。
- 1996年（平成8年） - リブロス笠井営業開始。
- 2008年（平成20年） - CGCグループ加盟。
- 2011年（平成23年）6月1日 - 中村屋鮮魚販売より事業譲渡を受け、鮮魚販売をグループによる直営に切り替え[7]。
- 2013年（平成25年）
  - 4月 - 株式会社遠鉄ストア鮮魚を吸収合併[8]。
  - 7月 - 静岡県内のスーパーマーケットととしては初めてマツモトキヨシとフランチャイズ契約を締結。
- 2014年（平成26年）4月8日 - 遠鉄ストアにマツモトキヨシを併設したフードワン東伊場店が営業開始。
- 2015年（平成27年）11月11日 - 豊川店営業開始[9]。初の三河地区店舗であり、静岡県外での初めての出店である[9]。
- 2021年（令和3年）12月 - 東海4県のスーパーマーケットととしては初めてシャトレーゼとフランチャイズ契約を締結。
- 2022年（令和4年）
  - 2月17日 - シャトレーゼ菊川店営業開始。
  - 4月21日 - マツモトキヨシさぎの宮駅前店営業開始。初の単独店での出店。
- 2024年（令和6年）4月1日 - 株式会社古田屋の子会社である株式会社フルタフーズの全株式を取得して系列化。

## ロゴマーク・キャッチフレーズ
- 創業〜1993年頃迄 笑顔をモチーフにした物で、中央には双葉があしらわれている、キャッチフレーズは「暮らしに微笑をお届けする」
- 1993年頃〜現在 アルファベットの「e」の横にドットマークが付いている、キャッチフレーズは「真心新鮮」

## 店舗一覧
浜松市内に23店舗、磐田市に4店舗、袋井市に2店舗、掛川市・菊川市・湖西市・豊橋市・豊川市に各1店舗を有する。
詳細は公式サイトの店舗案内を参照。

## ポイントカード・クレジットカード・電子マネー
- かつてはエブリ夢カードというポイントカードを発行していたが、えんてつカード創設に伴い、同カードに統合された。
- クレジットカードはハウスカードであるえんてつカードの他、各種VISA、MasterCard、JCBカードが利用可能である。
- プリペイドカードとしてはau WALLETやおさいふPontaなどクレジットカード系プリペイドカードが利用可能である。非接触ICはCGCグループのCoGCaや遠鉄ストアのフランチャイズにて店内に併設するマツモトキヨシでは楽天Edyも利用できる。
- 一部店舗ではセブン銀行ATMが設置されているためnanacoのチャージが可能であるが支払いには利用出来ない。